# Isla de Aves
Isla de Aves es una pequeña y remota isla venezolana de aproximadamente 4,5 ha, ubicada en el mar Caribe al oeste de las islas de Sotavento, a 110 km al oeste de Guadalupe y Dominica. Tiene una longitud que no excede los 375 m y no más de 50 m de ancho, su punto máximo es de 4 m s. n. m. en un día calmo. En algunas ocasiones, durante fuertes tormentas, la isla queda sumergida completamente.
La isla forma parte de las dependencias federales de Venezuela. En ella se ha instalado una base científica naval por parte de la Armada Nacional de Venezuela, levantada sobre pilotes para protegerla de la marea.
Es un lugar de descanso y reproducción para las aves marinas y para la tortuga verde. La isla está compuesta de arena y alguna vegetación. El área es peligrosa para la navegación y muchos barcos han naufragado en su costa.

## Historia
Isla de Aves aparece por primera vez en un mapa del Padrón Real (o Padrón General) elaborado por Diego Ribero en 1529. Posteriormente aparece en algunas obras cartográficas como el Islario de Alonso de Santa Cruz.

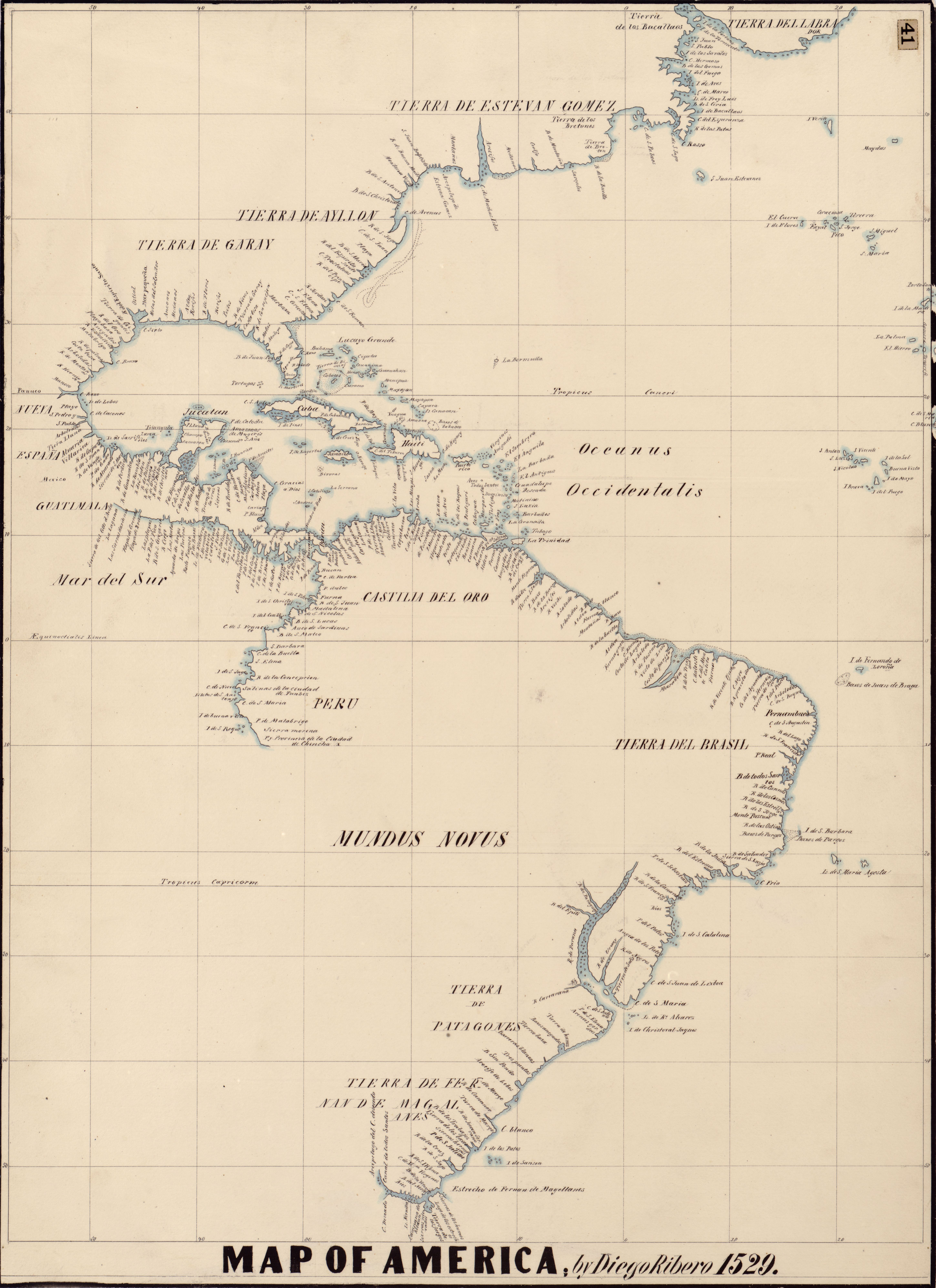
Mapa de América realizado por Diego Ribero en 1529: Reproducido del original en el Museo de Propaganda de Roma del Papa Leon XIII, reproducción de W. Griggs, Londres, hacia 1887

En los primeros mapas se limitan a presentar su ubicación relativa, pero posteriormente aparecen representaciones y descripciones ligeramente más detalladas de su tamaño y forma.
La isla fue reclamada en nombre de España por Avaro Sanzze en 1584, pero no fue habitada. Esto hizo que fuera reclamada más tarde por España, Reino Unido, Portugal y los Países Bajos. 
Los Países Bajos la reclamaron a partir de 1854 pretendiendo declararla unida a la isla de Saba ubicada a 200 km.  El gobierno venezolano desestimó tales peticiones y los neerlandeses deciden enviar en marzo de 1856 una flota de tres buques de guerra al puerto de La Guaira enviando además un ultimátum al gobierno venezolano para dar respuesta a sus peticiones sobre la soberanía de la isla además de “negociar” los términos de las supuestas indemnizaciones a los judíos expulsados de Coro. Sin embargo el conflicto sobre la posesión de esta isla fue solucionado por medio de un laudo arbitral que declaró al territorio como espacio venezolano, siendo designada como árbitra Isabel II de España, a solicitud de ambos países, en 1860. Después de varios años de estudio de los alegatos, de consultas entre funcionarios y de elaboración de varios informes, los altos funcionarios del Ministerio de Estado, del Consejo de Estado y del Consejo de Ministros dieron su opinión definitiva ante la reina, quien dictó sentencia el 30 de junio de 1865 a favor de los derechos venezolanos sobre la isla.
En julio de 1895 el presidente Joaquín Crespo organizó las islas venezolanas en el Caribe e incluyó a isla de Aves como parte del Territorio Federal Colón. En mayo de 1905 el presidente Cipriano Castro decretó que la isla perteneciera al llamado Municipio Oriental del Territorio Federal Colón.
De 1878 a 1912 fue explotada por mineros estadounidenses de guano hasta agotar las reservas de la isla. 

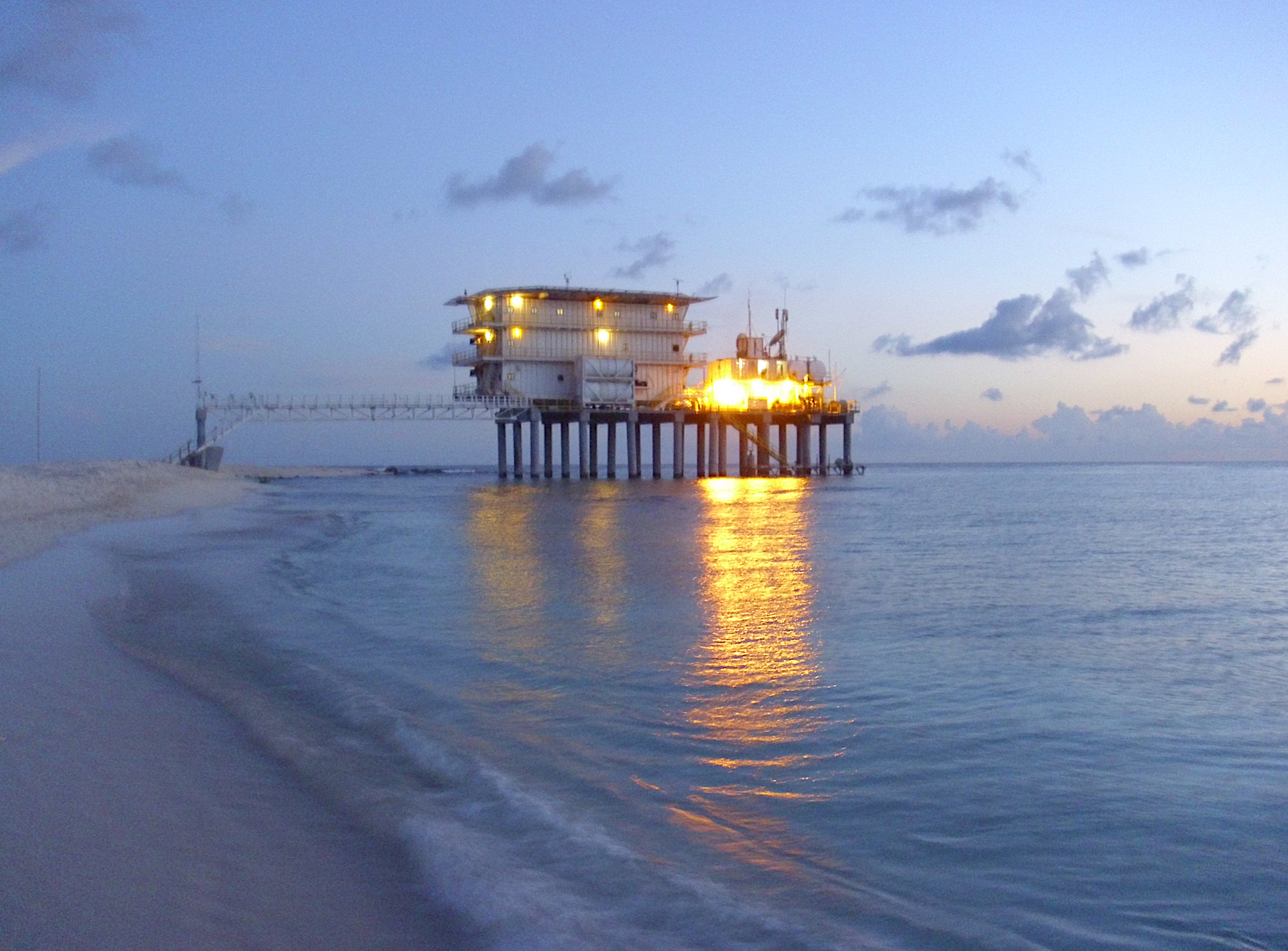
Base Científico Naval Simón Bolívar.

En 1978 la armada venezolana estableció una guarnición militar en la isla con el nombre de Base Científico Naval Simón Bolívar. El impacto del Huracán Allen en 1980 dividió la isla en dos partes, pero el aumento de coral en la isla pudo reunificarla.
El 6 de enero de 1999 el Gobierno venezolano decretó que la isla quedara bajo el control de la Dirección de Hidrografía y Navegación, con el nombre de Base Científico Naval Simón Bolívar (BCNASBO) y su nombre fue incluido en el artículo 11 de la Constitución Venezolana aprobada el 15 de diciembre de 1999, que la considera parte del espacio insular de la República como una de las Dependencias Federales.

## Disputas en torno a la isla
El 26 de julio de 1978 Venezuela estableció por ley una zona económica exclusiva de hasta 200 millas marinas alrededor de la isla. El 28 de marzo de 1978 firmó un tratado con los Estados Unidos que estableció un límite marítimo con Puerto Rico y las Islas Vírgenes de los Estados Unidos (Tratado de 1978 entre los Estados Unidos y Venezuela), lo cual implicó el reconocimiento por parte de Estados Unidos de la soberanía de Venezuela sobre la isla y su derecho a establecer una zona económica exclusiva. El 28 de marzo de ese mismo año firmó un tratado con los Países Bajos que tomando como base la isla de Aves, fijó los límites con las Antillas Neerlandesas de Saba y San Eustaquio (Tratado de 1978 entre los Países Bajos y Venezuela). El 17 de junio de 1980 fue firmado un acuerdo similar con Francia, que demarcó los límites marítimos con Guadalupe y Martinica. 
Anteriormente, algunos estados de la Organización de Estados del Caribe Oriental, específicamente Dominica, San Cristóbal y Nieves, Antigua y Barbuda, Santa Lucía, Granada y San Vicente y las Granadinas, fijaron una posición política con respecto a Isla de Aves, a la que comúnmente denominan Bird Rock, Bird Island o Aves Island, rechazando que la isla hubiese podido generar una zona económica exclusiva. Esos estados también habían desconocido la soberanía venezolana sobre la isla, respaldando la reclamación de Dominica.  Este país había reclamado la isla como parte de su territorio, con el apoyo de Barbados, San Cristóbal y Nieves, Santa Lucía y San Vicente y las Granadinas, en la Reunión de Jefes de Estado y Gobierno de la Comunidad del Caribe, Comunidad del Caribe o Caricom en 2001, denunciando formalmente la ocupación venezolana de la isla como ilegal, pese al reconocimiento de esta soberanía por Estados Unidos, Países Bajos y Francia.

### Reconocimiento de la soberanía venezolana
Durante la visita a Venezuela del primer ministro de Dominica, Roosevelt Skerrit, en junio de 2006, reconoció la soberanía venezolana sobre la isla declarando públicamente que: 

Isla de Aves pertenece a Venezuela
Roosevelt Skerrit

 Poniendo fin a la reclamación y rompiendo con la tradicional posición de su país y otros estados del Caribe oriental que lo respaldaban en torno a ese asunto territorial.
A su vez, en abril de 2007, el primer ministro de San Vicente y las Granadinas, Doctor Ralph Gonsalves, declaró que la Organización de Estados del Caribe Oriental reconocía la soberanía venezolana sobre Isla de Aves.

### Mapas históricos de la isla

1647
1887
1970

Antes del Huracán Allen (1980)
Después del Huracán Allen (1980)

## Refugio de fauna para la tortuga verde

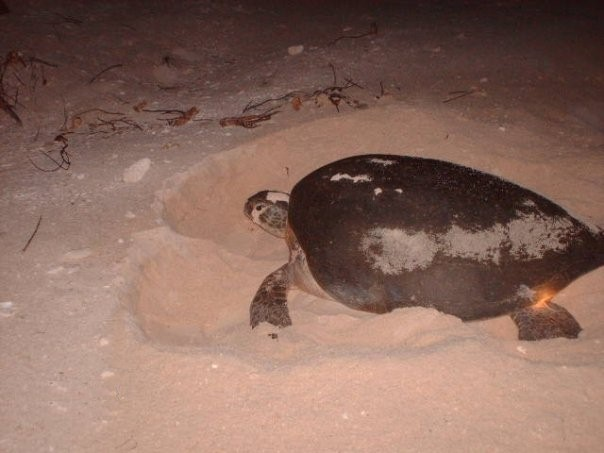
Tortuga verde (Chelonia mydas)

Isla de Aves es también un refugio de fauna silvestre desde su proclamación mediante el decreto N° 1069 del 23 de agosto de 1972, donde se protegen principalmente varias especies de aves y tortugas. Esa pequeña isla es el área de mayor importancia para la reproducción de la tortuga verde, Chelonia mydas, en Venezuela, y una de los más importantes en todo el mundo. Los estudios que se han realizado demuestran que entre 350 y 600 tortugas hembras de esta especie depositan sus huevos en esta isla principalmente entre los meses de julio a septiembre. Posteriormente las tortugas viajan hacia áreas de alimentación en otros países como México, Cuba, Puerto Rico, República Dominicana y Nicaragua, y también hacia otras partes de Venezuela como isla La Tortuga.